# زولتان هالمایی

زولتان هالمایی (مجاری: Zoltán Halmay تلفظ مجاری: [ˈzolta:n ˈhɒlmɒjɪ]؛ ۱۸ ژوئن ۱۸۸۱ – ۲۰ مهٔ ۱۹۵۶) یک شناگر اهل مجارستان بود.
از افتخارات وی می‌توان به کسب مدال طلا شنا در دو رشته ۵۰ یارد آزاد و ۱۰۰ یارد آزاد در بازی‌های المپیک تابستانی ۱۹۰۴ اشاره کرد.